# خط هيدروجين
خط الهيدروجين أو خط 21-سنتيمتر  (بالإنجليزية: hydrogen line أو 21-cm-Line) في علم الفلك هو أحد خطوط طيف الهيدروجين، طول موجته 21 سنتيمتر يمكن أن ترصده هوائيات التلسكوبات الراديوية للتعرف على مناطق تواجد الهيدروجين في الكون. يمكن عن طريق فحص هذا الخط الذي يرصد بواسطة مقراب راديوي معرفة كثافة توزيع ذرات الهيدروجين، وكذلك معرفة سرعتها ودرجة حرارتها في الكون.

## تولده

ذرة هيدروجين في وضع توازي العزمين المغزليين للإلكترون والنواة (F = 1) وفي حالة اتجاههما المتعاكس (F = 0). يسمى هذا الانتقال Spin-flip أي "انقلاب السبن".

ينبعث من ذرة الهيدروجين المتعادلة خط طيفي عند انتقال الإلكترون بين مستويات طاقة البنية فائقة الدقة. كما يمكن للخط أن يكون خط امتصاص في طيف امتصاص الهيدروجين. يصدر شعاع تلك الموجة الكهرومغناطيسية عندما ينقلب العزم المغزلي للإلكترون من الوضع الذي يكون فيه موازيا للعزم المغناطيسي للبروتون إلى الوضع المعاكس. يبلغ فرق الطاقة بين الوضعين 
5,9·10−6 إلكترون فولت، أي يعادل موجة راديوية ترددها 1,42 جيجا هرتز وطول موجة قدره 21 cm.
في الذرة المتعادلة للهيدروجين يمكن أن يتخذ الإلكترون في الغلاف الذري وضعين: إما أن يكون عزمه المغزلي موازيا للعزم المغزلي للبروتون، فتكون محصلتهما 1/2 + 1/2 = 1، أو يكونان متعاكسي الاتجاه فتصبح محصلتهما 1/2-1/2 = 0 . بين هذين المستووين للطاقة نجد فرقا في الطاقة قدره 5,9·10−6 إلكترون فولت. وعند انتقال الإلكترون من الوضع المتوازي إلى الوضع المعاكس يطلق فوتونا له نفس هذه الطاقة، وهذا يعادل موجة كهرومغناطيسية طول موجتها 21 سنتيمتر.
يرصد الفلكيون هذا الخط المميز للهيدروجين بغرض معرفة تواجد الهيدروجين في الكون وبعض خصائص الهيدروجين مثل سرعة حركة تجمعاته ودرجة حرارتها.

## اهميته
خط 21 سنتيمتر للهيدروجين - ويسمى أيضا في بعض الكتب HI-Line - يستخدم في الرصد الفلكي الراديوي. ويمكن بواسطه تعيين توزيه الهيدروجين، وهو الذي يكون نحو 90% من الوسط بين النجمي. كما يمكن عن طريق قياس انزياح دوبلر للخط التعرف على حركة السدم التي تكثر فيها الهيدروجين، فإذا كانت تتحرك في اتجاهنا أنزاح الخط نحو الأزرق، وإن كان السديم يتحرك ويبتعد عنا فيكون انزياح أحمر.
في عام 1944 قام هندريك فان دي هولست بحساب الخط 21 سنتيمتر. وعرف الفلكيون كولين جم وفرانط كير وجارت وسترهوت أهمية الخط HI-Line في عام 1951، بالنسبة لرصده بواسطة تلسكوبات راديوية.
وحيث أن الخط 21 سنتيمتر مميز للهيدروجين فقد اختاره العلماء ليكون من ضمن المعلومات المختارة للوحة مركبتي الفضاء بيونير 10 وبيونير 11 ، وهذه اللوحة تعرف «بلوحة بيونير»، فمنقوش عليها انتقال البنية فوق الدقيقة لذرة الهيدروجين. واتخذ كل من طول الموجة وزمن الدورة كمقياس عياري.

## سبب انبعاث الخط

سبب إصدار الشعاع من ذرة الهيدروجين
إلكترون يدور حول البروتون وعزمهما المغزلي متوازي . وله في تلك الحالة طاقة أعلى عن حالة عزمين مغزليين متعاكسين.
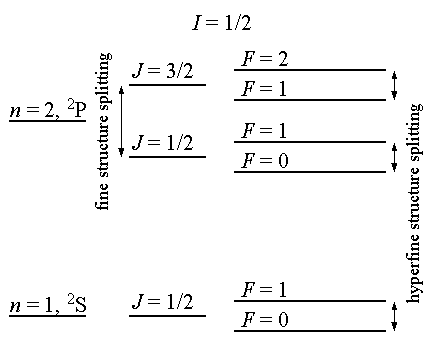
خطوط البنية الدقيقة (وسط) وخطوط البنية فائقة الدقة في الهيدروجين (يمين). الانفطار فائق الدقة لخط المستوى القاعي 2S هو مصدر الخط 21-سنتيمتر للهيدروجين.
قفزات الإلكترون المختلفة بين مختلف مستويات الطاقة في ذرة الهيدروجين ، وما ينتج عنها من إنبعاث أشعة ذات طول موجة معينة (مقياس رسم اختياري).

تتكون ذرة الهيدروجين من بروتون واحد يكوّن النواة ويدور حولها إلكترون واحد. وبالإضافة إلى حركة الإلكترون حول البروتون فهو له عزم مغزلي (أي يدور حول محوره مثلما تدور الأرض حول محورها (فينشأ الليل والنهار) وتدور في فلك حول الشمس [فتنشأ الفصول السنوية]). ولكن تعامل الإلكترون مع البروتون فيمكن وصفه بميكانيكا الكم حيث تنتقل الطاقة في هذه الأنظمة الصغرية ب«كمات» صغيرة.
يمكن للعزم المغزلي للإلكترون والعزم المغزلي للبروتون أن يكونا متوازيين أو معكوسان في التشبيه الكلاسيكي يمكن القول بأنهما يدوران في اتجاه عقرب الساعة فيكونان متوازيين، أو يدور واحد منهم في اتجاه عقرب الساعة والآخر في عكس اتجاه عقرب الساعة، حينئذ نقول أنهما متعاكسان. ونظرا لأن العزوم المغزلية لككإلكترون والروتون تكون مقترة بعزم مغناطيسي فنجد أنهما في الحالة المتوازي تكون للإلكترون طاقة أعلى قليلا عن الحالة المتعاكسة. ويتميز أقل مستوى طاقة في الهيدروجين هو الاشتباك الذي يكون العزمين المغزليين معكوسين. ولكن نظرا لاختلاف شحنتي البروتون والإلكترون يكون عزميهما المغناطيسي متوازيين. (لو عولجت المسألة كمسألة في الميكانيكا الكلاسيكية لقالت أن حالتهما في حالة متوازية مغناطيسيا لها طاقة أعلى، ولكن ديناميكا الكم تقوم بحسابهما بدقة وتقول العكس).
يتميز مستوي أخفض طاقة في ذرة الهيدروجين بانفصال يسمى «انفصال فائق الدقة» أو «انفطار البنية الفائقة الدقة» ناتجة عن انتقال العزمين المغزليين للبروتون والإلكترون من حالة التوازي إلى الحالة المتعاكسة. وعلى الرغم من كون احتمال هذا الانتقال في الهيدروجين ضعيف جدا جدا (احتمال 2.9×10−15 s−1) إلا أن تجمعات الهيدروجين موجودة بكثرة وفيرة في الكون بحيث يمكن رصد الخط 21 سنتيمتر ومعرفة خصائص السحابة الهيدروجينية.
يتميز الخط 21-سنتيمتر في طيف الهيدروجين بأنه حاد جدا، وما قد يعتريه من اتساع فهو مقياس لانزياح دوبلر الناتج عن حركة الذرات، وبالتالي معرفة عما إذا كانت السحابة الهيدروجينة تقترب من أم تبتعد عنا. كما يمكن بواسطة فحص الخط معرفة درجة حرارة السحابة أو السديم.

## استغلاله في الرصد الراديوي
يظهر خط الهيدروجين في طيف الاشعة الراديوية، التي يعتبر جو الأرض لها شفافا. فالموجات الكهرومغناطيسية التي يكون لها تلك الطاقة - طاقة الموجات الراديوية - يمكنها النفاذ في طبقات الغلاف الجوي بلا امتصاص، فيمكننا رصدها وتسجيلها بسهولة على سطح الأرض. (هذا بعكس أشعة إكس وأشعة غاما مثلا اللتان تمتصان في طبقات الجو ولا يمكننا رصدها على سطح الأرض فنلجأ إلى إرسال أقمار صناعية إلى الفضاء لرصدها).
وبافتراض أن ذرات الهيدروجين موزعة توزيعا متساويا في جميع أنحاء المجرة فكل اتجاه نرصده سيبين خط الهيدروجين. ولكن الفرق بين تلك الخطوط سيبنه انزياح دوبلر الذي يميز كل من تلك الخطوط. وقد تم باستخدام رصد الخط 21 سمتيمتر للهيدروجين تعيين منحنى دوران المجرة، وسرعات دورانها من الداخل إلى الخارج. وأمكن تعيين منحنى الدوران للمجرة وتعيين السرعة من أجل حساب المسافة بيننا وبين أي نقطة فيها.
كما استغلت قياسات خط الهيدروجين في طريقة حسابية لتعيين كتلة المجرة، ولمعرفة حدود تغييرات قد تكون قد حدثت في ثابت الجاذبية عبر الزمن، وكذلك لدراسة حركة المجرات الأخرى.

## اقرأ أيضا
- خطوط طيف الهيدروجين
- منطقة هيدروجين II
- منطقة هيدروجين I
- مجموعة خطوط بالمر
- مجموعة خطوط لايمان
- وسط بين نجمي
- إتش-ألفا
- صيغة ريدبرغ
- بنية دقيقة
- بنية فائقة الدقة
- طول الموجة
- موجة كهرومغناطيسية
- طيف مرئي
- طيف
- نموذج بور